# Charles Bardawil
Charles Camille Bardawil (in arabo شارل كاميل بردويل‎?; Zouk Mikael, 2 gennaio 1980) è un ex cestista libanese.

## Carriera
Con il Libano ha disputato i Campionati mondiali del 2002.